# Азас (заповідник)
Азас — державний природний заповідник, який розташований на північному сході Республіки Тива, Росія, в Тоджинський котловині, біля витоків Єнісею.

## Історія
Заповідник було утворено 11 січня 1985 року, тоді його площа складала 337290 га. Він був створений з метою збереження та вивчення в природному стані типових та унікальних екологічних систем Тоджинської котловини та навколишніх гірських підйомів. Історія організації заповідника пов'язана з виявленням, вивченням та охороною місцевої популяції бобрів.
Ще наприкінці ХІХ-початку ХХ століття відомі дослідники природи почали вивчати популяцію бобрів, які живуть у верхів'ях Єнісею. Вперше ідея створення бобрового заказника в Урянхайському краю була висловлена у 1914 році. У 1959 році було виділено новий підвид тварини — бобер тувинський, який у 1983 році був занесений до Червоної книги РСФСР як підвид, що перебуває під загрозою зникнення. 1962 року у долині річки Азас створено Азаський бобровий заказник площею 7200 га. Однак це не зупинило загрози підвиду — у 1970 році зафіксовано різке скорочення підвиду до 35-40 особин, які жили на річці Азас. У січні 1985 року після тривалих узгоджень таки було створено перший у Тиві заповідник «Азас».
Станом на 2016 рік територія заповідника протягнулась у широтному напрямку на 150 км при ширині 20-35 км та включає водозбірний басейн річки Азас, лівий берез річки Соруг та правий Баш-Хем. Центральна садиба розташована в селі Тоора-Хем.

## Фауна
Фаяна заповідника типова для регіонів Алтай-Саянської гірської області. Вона нараховує 51 вид ссавців (з них 23 — червонокнижні). Найцікавіший з них — тувинськи бобер, який є ендеміком Тиви, основна його популяція на річці Азас перебуває під охороною заповідника. За час функціонування заказника та заповідника «Азас» її чисельність збільшилась втричі і стабілізувалась на рівні 70-80 особин в 19-22 поселеннях. Загалом у Тиві мешкає 100—120 особин тувинського бобра.
Окрім того на території заповідника живуть марал, лось, бурий ведмідь, соболь, вовк.
Окрім тувинського бобра у Червону книгу РФ включений північний олень (лісовий підвид).
Загальний список орнітофауни включає 230 видів, з них гніздується 138, а врахуванням охоронної зони 254 види. Загалом є 20 рідкісних видів птахів, які внесені в Червону книгу Тиви (2002 р), з них 10 — в червону книгу РФ. Оптимальні умови для гніздування в заповіднику мають орлан-білохвіст, скопа, пугач, тайговий гуменник, гірський баранець. Плазуни представлені 3 видами — живородною ящіркою, щитомордником Палласа та звичайною гадюкою. Із земноводних представлені 2 види — сибірський кутозуб та гостроморда жаба. Іхтіофауна нараховує 15 видів, при цьому таймень занесений в Червону книгу Тиви.

## Флора
Рослинність заповідника обумовлена його географією і досить суворим сибірським кліматом. На території заповідника виділяють два основних вертикальних пояси: лісовий (950—1900 м над рівнем моря) та гірсько-тундровий (1900—2600 м над рівнем моря), фрагменти степового пояса розповсюджені в західній частині заповідника на південних схилах до висоти 1100 м. Лісові площі займають 73,8 %, гірська тундра — 15,5 %, решта — болота, луки, степи, водойми. Основні лісотвірні породи — кедр (сосна сибірська), модрина сибірська та сосна звичайна. Флора вищих судинних рослин нараховує 944 видів (з них 13 видів червонокнижні).

## Географія
Заповідник розташований у центральній частині Тоджинської котловини на північному сході Тиви і витягнута в широтному напрямку вздовж р Азас. Заповідник повністю розташований в районі розповсюдження колишнього оледеніння, яке створило чудові форми рельєфу. Дно Тоджинської котловини підвищується з заходу на схід з 850 до 2000 метрів над рівнем моря, а її обрамляють нагір'я висотою 2300—2900 м.
Навколо заповідника створена двохкілометрова охоронна зона загальною площею 90 тис. кв км. Тоджинська котловина — велика міжгірська впадина, унікальний водозбірний басейн, який живить витоки найбільшої річки Сибіру — Єнисею.

## Клімат
Клімат Тоджинської котловини різко-континентальний, помірковано вологий. Середня добова температура січня складає -28,7 градусів цельсія, липня — + 14,6 градусів цельсія. Середньрічна сума опадів 343 мм з яких 60 % випадає влітку. Для середньогір'я і високогір'я притаманна пом'якшена континентальність та збільшення опадів до 600—800 мм. Висота снігу у січні — лютому складає 25-30 см, у середгір'ї — до 80 см, на верхній межі лісу — понад 100 см.

## Гідрологія
Вся гідрологічна мережа Тоджинської котловини належить до басейну річки Бій-Хем (Великий Єнісей). Територією заповідника протікають три великі річки: — в центральній частині Азас, по північно-східній межі — Соруг, яка є лівою притокою р Хамсира. У південній частині заповідника гірські річки та струмки стікають в р. Баш-Хем. На території заповідника нараховується 30 великих та середніх та понад 100 малих озер які мають льодовикове походження. Найбільші з них Мани-Холь (3070 га) та Кадиш (2580 га) Одне з найбільших знаменитих озер Тоджинської котловини — Азас або Тоджа (5470 га) входить до складу заповідника частково.